# Городищенский уезд
Городищенский уезд — административно-территориальная единица Пензенской губернии, существовавшая в 1780—1928 годах. Уездный город — Городище.

## Географическое положение
Уезд располагался на востоке Пензенской губернии, граничил с Симбирской и Саратовской губерниями. Площадь уезда составляла в 1897 году 6 046,7 верст² (6 881 км²), в 1926 году - 5 321 км².

## История
Уезд образован в сентябре 1780 года в составе Пензенского наместничества в результате реформы Екатерины Великой. С 1796 года в составе Пензенской губернии.
В 1928 году Городищенский уезд был упразднён, на его территории образован Городищенский район Кузнецкого округа Средне-Волжской области.

## Население
По данным переписи 1897 года в уезде проживало 172 602 чел. В том числе русские — 71,8%, мордва - 26,4%, татары - 1,6%. В городе Городище проживало 3 965 чел.
По итогам всесоюзной переписи населения 1926 года население уезда составило 174 628 человек, из них городское (город Городище) — 4 934 человек.

## Административное деление
В 1890 году в состав уезда входило 29 волостей:
| № п/п | Волость                  | Волостное правление      | Число селений | Население |
| ----- | ------------------------ | ------------------------ | ------------- | --------- |
| 1     | Аришкинская              | с. Аришка                | 6             | 2554      |
| 2     | Базарно-Кеньшенская      | с. Базарная Кеньша       | 7             | 6672      |
| 3     | Бартеневская             | с-цо Бартеневское        | 9             | 5038      |
| 4     | Борисовская              | с. Борисовка             | 7             | 3357      |
| 5     | Вашилейская              | с. Вашилей               | 4             | 5162      |
| 6     | Вороновская              | с. Вороновка             | 4             | 3681      |
| 7     | Ильминская               | с. Ильмино               | 6             | 5872      |
| 8     | Ишимская                 | с. Русский Ишим          | 10            | 4654      |
| 9     | Казарская                | с. Казарка               | 4             | 3658      |
| 10    | Коржевская               | с. Коржевка              | 7             | 5671      |
| 11    | Лопуховская (1-й стан)   | с. Лопуховка             | 5             | 3224      |
| 12    | Лопуховская (3-й стан)   | с. Лопуховка             | 8             | 3476      |
| 13    | Маисская                 | с. Маис                  | 9             | 6992      |
| 14    | Нижне-Шкафтинская        | с. Нижний Шкафт          | 6             | 4778      |
| 15    | Никольско-Барнуковская   | с. Никольское            | 10            | 4184      |
| 16    | Никольско-Пестровская    | с. Никольско-Пестровское | 9             | 7705      |
| 17    | Павловская               | с. Павловское            | 6             | 4478      |
| 18    | Панцыревская             | с. Панциревка            | 14            | 5684      |
| 19    | Пичилейская              | с. Пичилейка             | 7             | 7246      |
| 20    | Сабановская              | с. Сабаново              | 5             | 4081      |
| 21    | Сыромясская              | с. Русский Сыромяс       | 6             | 5082      |
| 22    | Тюнярская                | с. Тюнярь                | 5             | 2841      |
| 23    | Чедаевская               | с. Чедаевка              | 3             | 3270      |
| 24    | Чемодановская            | с. Чемодановка           | 3             | 7981      |
| 25    | Чертеимская              | д. Чертеим               | 7             | 4643      |
| 26    | Чирковская               | с. Чирково               | 2             | 3646      |
| 27    | Шнаевская                | с. Шнаево                | 14            | 7922      |
| 28    | Шугуровская              | с. Шугурово              | 10            | 8403      |
| 29    | Юловская (Городищенская) | с. Юлово                 | 6             | 7587      |

## Уездные предводители дворянства[5]
| Время службы | Фамилия, Имя, Отчество          | Должность/Чин       |
| ------------ | ------------------------------- | ------------------- |
| 1787-1790    | Кайсаров Яков Дмитриевич        | Секунд-майор        |
| 1790-1793    | Ниротморцев Пётр Иванович       | Бригадир            |
| 1793-1796    | Сабуров Василий Васильевич      | Секунд-майор        |
| 1796-1799    | Ниротморцев Пётр Иванович       | Статский советник   |
| 1800-1803    |                                 |                     |
| 1804-1807    | Кайсаров Евграф Дмитриевич      | Майор               |
| 1807-1813    | Караулов Алексей Гаврилович     | Гвардии подпоручик  |
| 1813-1816    | Соловцов Матвей Иванович        | Поручик             |
| 1816-1819    | Бекетов Дмитрий Алексеевич      | Штабс-ротмистр      |
| 1819-1822    | Ознобишин Семён Иванович        | Штабс-ротмистр      |
| 1822-1825    | Сабуров Яков Васильевич         | Майор               |
| 1825-1834    | Всеволожский Николай Алексеевич | Гвардии поручик     |
| 1834-1837    | Загоскин Маркел Николаевич      | Гвардии поручик     |
| 1837-1840    | Шпанов Михаил Дмитриевич        | Майор               |
| 1840-1860    | Морозов Павел Тимофеевич        | Статский советник   |
| 1861-1867    | Загоскин Сергей Маркелович      | Коллежский асессор  |
| 1867-1869    | Морозов Павел Тимофеевич        | Статский советник   |
| 1869-1880    | Арапов Устин Иванович           | Генерал-майор       |
| 1881-1883    | Устинов Александр Михайлович    | Надворный советник  |
| 1883-1887    | Любовцов Владимир Платонович    | Статский советник   |
| 1892-        | Есаулов Виктор Викторович       | Коллежский советник |